# Popis
La Popis es un personaje de la serie de televisión El Chavo del Ocho.
Fue interpretada por Florinda Meza en la serie del Chavo del 8 y en los sketches de Chespirito. En la versión animada su voz es interpretada por Erica Edwards.

## Personalidad
Popis (generalmente llamada La Popis) es una niña de 8 años de personalidad inocente e ingenua, rasgos de los que se aprovecha La Chilindrina, engañándola para quedarse con sus paletas, sus globos o su dinero. Asiste a la misma escuela que los demás niños de la vecindad, y se caracteriza por ir siempre acompañada de su muñeca Serafina, a la que brinda todo el cariño de una madre (aunque también la utiliza como objeto de sus travesuras como copiar los exámenes en la escuela). Ñoño siente cierta simpatía por ella, hasta el punto de haber sido novios por un corto periodo de tiempo. Su nombre hace referencia al término "popis" frecuente en México, referente a gente pudiente y ostentosa que presume ante los pobres. 
Aunque no se conocen los padres de Popis, se sabe que es sobrina de Doña Florinda y, por tanto, prima-hermana de Quico. Siempre lleva dinero y al contrario que su primo Quico no es egoísta, ambiciosa ni envidiosa, mostrándose a veces generosa con el Chavo. Por lo general posee un buen temperamento, aunque es algo más introvertida que los demás niños. A pesar de su poca inteligencia suele ser la más juiciosa y se la muestra como una buena alumna en la escuela.
El personaje cobró importancia tras la partida de Carlos Villagrán, y más aún hasta la época del programa Chespirito donde se mudó a vivir junto con Doña Florinda. Comparte rasgos con Quico como la cualidad de ser niña mimada (pero no comparte las cosas malas de Quico como ser egoísta y arrogante). 
También tiene sus arranques de berrinche, sobre todo cuando se meten con sus amigos. Es muy sensible a la crítica contra los demás, de ahí que siempre repita la frase "acúsalo con tu mamá...(nombre del personaje)". Cuando se meten con ella no tiende a defenderse mucho, se queda callada o simplemente dice "pero te voy a acusar".
En la caricatura, debido a la ausencia de la Chilindrina, es ella quien tiene una ligera fijación romántica por el Chavo, razón por la cual está celosa de Paty, pero en algunos episodios de la serie animada se observa que ambas son amigas. También se nota que asumió ciertos roles característicos de la Chilindrina, personaje ausente en las animaciones basadas en la comedia original.
En sus primeras apariciones el personaje tenía una voz nasalizada, por lo cual era víctima de burlas por parte de los demás niños de la vecindad. Mientras el elenco se encontraba en una gira, un hombre se le acercó a Roberto Gómez Bolaños y le dijo que no volvería a ver su programa porque su hijo tenía ese problema y los niños se burlaban de él y le llamaban "Popis". Por ello, Gómez Bolaños decidió eliminar temporalmente el personaje, para reaparecer un año más tarde con voz normal.

## Vestuario
En la serie original, Popis usaba un vestido color rosa con puntitos negros, calcetines rosas, zapatos escolares negros de dos cintas y calzones con olanes. A partir de los años 80 su vestuario cambia a un vestido color rosa y verde combinados, conservando los calcetines blancos, los zapatos escolares negros de dos cintas así como los calzones con olanes característicos de la Chilindrina.
En la serie animada lleva un vestido rosa de diferentes tonalidades, similar al de serie original, zapatos escolares comunes y calcetas blancas con calzones y olanes.

## Frases
- Wikiquote alberga frases célebres de o sobre Popis.